# Guillem I de Saguàrdia
Guillem I de Saguàrdia fou regent del vescomtat de Barcelona del 1135 al 1142. Era senyor de la Guàrdia.
Era nebot de Reverter I i quan a aquest li fou reconegut el vescomtat (1133) no va tardar a cridar-lo per encomanar-li el vescomtat que va deixar a les seves mans el 1135 quan va retornar al Marroc per lluitar al costat del soldà almoràvit Alí ibn Yússuf contra els almohades. El mateix Berenguer deia que era mancat de seny i judici i va perdre la regència per un temps el 1137, però mercès als esforços del seu oncle la va recuperar i la va mantenir fins vers el 1142 o 1143 quan, ja mort Reverter, el seu fill Berenguer Reverter es va presentar a Barcelona i va prendre possessió del vescomtat.